# Ішка (Іг)
Ішка (словен. Iška) — поселення в общині Іг, Осреднєсловенський регіон, Словенія. Висота над рівнем моря: 347,3 м.